# 센서뷰
센서뷰(Sensorview Co., Ltd.)는 대한민국의 이동 통신 및 방위 산업용 케이블·안테나 기업이다. 본사는 경기도 성남시 분당구 판교역로 240에 위치해 있으며 대표이사는 김병남이다. 퀄컴의 39GHz mmWave 스몰셀 모듈향 초소형 전송선로 독점 공급업체로 선정되었다

## 역사
2024년 6GHz 대역의 5G 네트워크용 케이블 공급을 위한 5G(5세대 이동 통신) 통신 장비 기업의 5G 네트워크용 케이블 입찰의 우선 협상 대상자로 선정되었다

## 제품
밀리미터파 안테나, 고주파 케이블, 초정밀 커넥터 등을 제조하며 미국 브로드컴과 엔비디아에 고주파 RF 계측 및 측정용 케이블 조립체를 공급한다

## 상장
2015년 설립되어 2023년 7월 19일에 주관사를 삼성증권으로 공모가 4,500원(희망공모가 밴드 2,900원~3,600원), 총 공모 금액 176억에 상장하였다.

## 유상증자
2024년 주주 배정후 실권주 일반 공모 방식으로 유상 증자를 진행하여 실권율 12.03%, 22억원 어치의 실권이 발생하였으며 최종 184억원을 조달하였다.

## 참고문헌
1. ↑  센서뷰, 세계최초 투명안테나 개발 상용화 성공...자율주행기업 적용 검토, 서울경제, 2023년 8월 30일
2. ↑  성우창, 센서뷰, 6G 전이중 기술 세계 최초 시연...목표가 ‘7200원’, 에너지경제신문, 2024년 3월 18일
3. ↑  센서뷰, 6G 기반 자율 협력 주행 서비스 핵심 기술 개발, 매일경제, 2023년 12월 18일
4. ↑  박정호, “센서뷰, 퀄컴에 독점 공급…향후 mmWave 시장 활성화 시 수혜 기대”, 이투데이, 2024-05-29
5. ↑  김건우, 센서뷰, 85조원 5G 판로 확대…세계 2위 통신 장비사 우선 협상 대상자 선정, 머니투데이, 2024.12.02
6. ↑  최두선, 센서뷰, 엔비디아 대항마 브로드컴 급부상..반도체 성능 측정 핵심부품 공급↑, 파이낸셜뉴스, 2024-12-17
7. ↑  센서뷰, 'AI 공룡' 엔비디아에 계측 케이블 공급 "고난도 데이터센터 확대 수혜" 머니투데이 2025-03-17
8. ↑  박종선, 유진투자증권 센서뷰 분석보고서 -  2023년 7월 4일
9. ↑  이우찬, '코스닥 새내기주' 센서뷰, 대규모 유상 증자 유탄, 더벨, 2024-09-30